# Björka socken
Björka socken i Skåne ingick i Färs härad och området ingår sedan 1971 i Sjöbo kommun och motsvarar från 2016 Björka distrikt.
Socknens areal är 9,83 kvadratkilometer varav 9,80 land.  År 2000 fanns här 80 invånare.  Kyrkbyn Björka med sockenkyrkan Björka kyrka ligger i socknen. 

## Administrativ historik
Socknen har medeltida ursprung. 
Vid kommunreformen 1862 övergick socknens ansvar för de kyrkliga frågorna till Björka församling och för de borgerliga frågorna bildades Björka landskommun. Landskommunen uppgick 1952 i Sjöbo köping men med bibehållande av separat jordregister. Köpingen ombildades 1971 till Sjöbo kommun. Församlingen uppgick 2002 i Sjöbo församling
1 januari 2016 inrättades distriktet Björka, med samma omfattning som församlingen hade 1999/2000.  
Socknen har tillhört län, fögderier, tingslag och domsagor enligt vad som beskrivs i artikeln Färs härad. De indelta soldaterna tillhörde Södra skånska infanteriregementet, Färs kompani.

## Geografi
Björka socken ligger väster om Sjöbo med Vombsjön i nordväst och Björkaån i norr. Socknen är huvudsakligen en barrskogsbeväxt sandslätt.
.

## Fornlämningar
Från stenåldern är lösfynd funna. 

## Namnet
Namnet skrevs 1332 Birkä och kommer från kyrkbyn. Namnet innehåller birki, 'björkbestånd'.